# Богословец (планина)
Богословец (на македонска литературна норма: Богословец) e ниска планина в Северна Македония, която се издига между Овче поле на север и долината на Брегалница на юг. Най-високият връх е Светийовански рид, или Богословец (755 m), а малко по-нисък е Тиски връх (747 m).

## География
Богословец се простира на около 15 km западно от град Щип и на 20 km източно от град Велес. От южната страна планината е ограничена от река Брегалница, която в тази част е изградила характерни вклещени меандри. На запад е ограничено от Светиниколската река, а на изток от Богословския поток и няколко други временни потоци. Планината е лесно достъпна от северната страна, където главният път, свързващ Велес с Щип, Кочани и Делчево, минава на разстояние около 2 km. Южната страна е по-малко достъпна, защото е стръмна и пресечена от долове.
Планината заема площ от 17,2 km2 и според височината си представлява хълмиста до нископланинска морфоструктура, която е разположена между Овче поле на север и долината на Брегалница на юг. Простира се в посока северозапад-югоизток с дължина 7 km и ширина 2 – 4 km. Но въпреки тази географска характеристика, Богословец представлява забележително и доминиращо възвишение в района и има много стръмни и ерозирани страни, особено по южните склонове към долината на Брегалница.
Богословец се издига от 200 – 755 m. Най-голяма площ обхваща зоната на надморска височина 300 – 400 m (30%), следвана от зоната на 400 – 500 m (27%) и зоната на 500 – 600 m (15,6%). Височинната разлика от 550 m обаче не влияе съществено на климатично-вегетационните и почвените характеристики на района, а оттам и на геоморфоложките процеси. Най-силно изразените наклони в планините са 15 – 20° (26,5%), както и 10 – 15° (21,1%). Те са засегнати от ерозия със средна интензивност. Значителен дял имат наклоните 20 – 25° и 25 – 30° (28,5% заедно). Те са засегнати от дълбока ерозия и появата на линейни форми. Наклоните над 30° обхвашат 20,2% и се явяват под стръмните склонове на връх Светийовански рид (755 m) и особено на Тиски връх (747 m), на надморска височина 500 – 700 m.

## Геология

### Тектоника
Богословец принадлежи към Вардарската зона, на границата между Централната и Източната подзона, която е тектонски доста нестабилна. По своята геотектоника планината представлява малък хорст в южната част на Овче поле, образуван от старопалеозойски скали (метаморфозирани кварц-порфири, кварц-порфирни туфи и слюдени шисти), младопалеозойски скали (серпентини), както и мезозойски габрове. Тези скални маси, заедно с хорста, са в тектонска връзка с околните горноеоценски седименти и с плиоценските седименти от североизточната страна. Палеозойският комплекс с разседи в посока северозапад-югоизток е ограничен от горноеценските седименти и това е особено видимо на югозападния склон, близо до Дяволския зид.

### Геоморфология
Богословец има характерна конична форма с доста стръмни склонове от всички страни, с изключение на малка част от източната страна, където се свързва с рида Побиен камен (507 m). Разседът в посока североизток-югозапад и изворната зона на Богословския и Гърлишкия поток разделят планината на две части. На север е Светийовански рид, а на 2 km югоизточно от него се издига Тиски връх. Двата върха имат конична форма и са изградени основно от палеозойски шисти и кварц-порфири. Върховете са свързани с дълбокото село Калиманец (548 m). Южно от Тиски връх планината продължават към югоизток до Брегалница с гребен, който е висок 420 – 460 m. От лявата страна на Брегалница, като продължение на гребена, се издига ридът Тиса (460 m), който е съставено от същите старопалеозойски скали. В южното подножие на Богословец релефът се характеризира с ясно изразени речни тераси на Брегалница, особено от 50 m, 60 – 70 m и 80 – 100 m. В резултат на променения геоложки състав реката е направила много меандри, чиито изпъкнати страни се всичат, а на вдлъбнатите страни се натрупват наноси. Това явление не се среща само на местата, където се вливат десните притоци, които с наносите си си изместват коритото в обратна посока на юг. Малки меандри се появяват и на Светиниколската река преди вливането ѝ в Брегалница. Останалите по-къси притоци на Брегалница и Светиниколската река, които се спускат по планината, са поройни и техните долини повече приличат на ерозивни части и долове със стръмни страни във формата на V. Такива са Богословският поток от изток, Горският дол от север, Алабашкият дол от запад и Гърлишкият поток от юг. Тези поройни дерета създават интензивна ерозия, а в подножието на планините събират наноси, често във вид на по-малки или по-големи наносни равнини. Такъв пример е гигантската наносна равнина на Алабашки дол, която има големи, слабо обработени парчета габро.

### Ерозия
Поради благоприятните природни фактори и човешкото влияние планината се отличава с интензивна ерозия. Според Картата на ерозията на Република Македония средното производство на ерозионен нанос в Богословец е 1040 m3/km2 годишно и следователно принадлежи към зоната с умерена ерозия. Най-голямата ерозия от над 1200 m3/km2 годишно е от северната страна, по-малка от западната страна и най-малка от източната страна.. По-късни измервания показват малко по-високи стойности на седимента от западната и южната страна, а средната стойност на производството на ерозионен седимент е 1280 m3/km2 годишно. Най-голямата част от тези наноси отиват в Брегалница.

### Денудация
Планината има силно изразен денудационен релеф от югозападната и южната страна. Създаден е в резултат на механична, химична и биогенна ерозия върху еоценските пясъчници с различна устойчивост. В тези райони се срещат предимно малки остатъчни възвишения, форми във вид на чаши, крачета и улеи върху хоризонталната скалиста повърхност, както и вдлъбнатини, каверни и подобни на по-стръмните отвесни скални склонове. Влияние върху създаването на тези форми също има и вятърът, който е силен в планината. В югозападните склонове на Богословец, от дясната страна на долината на река Брегалница, на надморска височина от около 250 m, има забележителен денудационен феномен под формата на мегалитно скално образувание, известно като Дяволски зид. Зидът се простира в посока изток-запад-северозапад и има дължина около 300 – 400 m, средна височина 2 – 5 m и ширина 1 – 2,5 m.

## Растителност и руда
Богословец е гола планина, без горска растителност, с изключение на отделни дървета. Богата е на азбест, който е експлоатиран до средата на XX век. В планините има и малки находища на глина.

## Галерия
- Поглед на северната страна
- Южните склонове
- Светийовански рид (755 m)
- Тиски връх (747 m)
- Тиски връх (747 m; отпред) и Кория (721 m; отзад)
- Дяволският зид